# ロボットの反逆
「ロボットの反逆」（ロボットのはんぎゃく、原題: Robot）は、イギリスのSFテレビドラマシリーズ『ドクター・フー』シーズン12の最初のストーリー。イギリスでは1974年12月28日から1975年1月18日にかけてBBC Oneで放送された。本作からシーズン13「モービアスの脳」までは日本でも放送されており、本作は1989年6月7日から6月28日にかけてNHK BS2の衛星こども劇場枠で放送され、日本で最初の『ドクター・フー』の放送となった。トム・ベイカーが4代目ドクターとして全編に亘って登場した初めてのストーリーであり、イアン・マーターも新コンパニオンのハリー・サリバンとして初登場を果たした。
本作の舞台はイングランドである。研究所の管理者ヒルダ・ウィンターズが実験用ロボットK1を使用して核兵器を解放し、自らの思想を世界に広めようと画策した。

## 制作

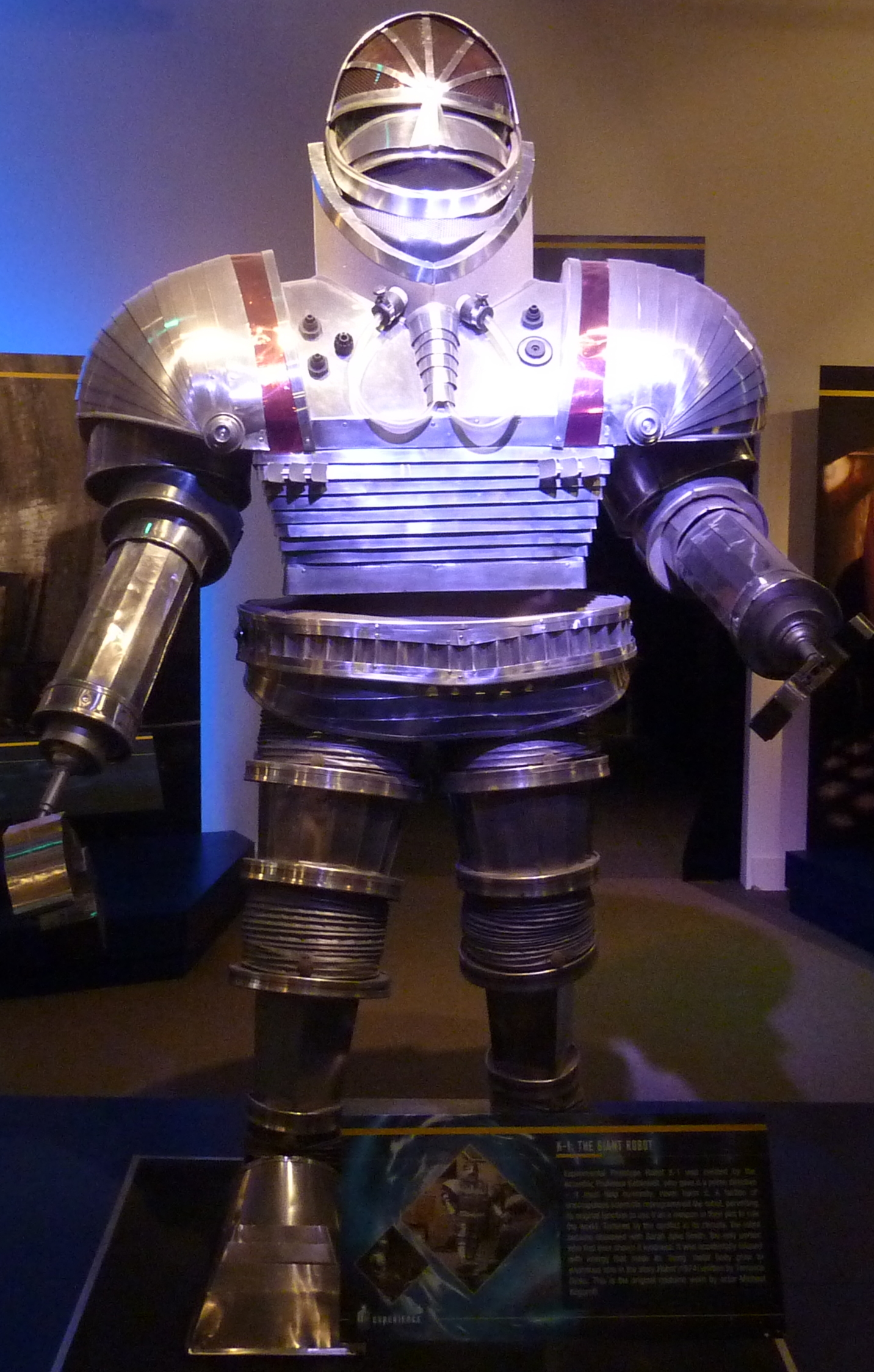
ロボット

3代目ドクターから4代目ドクターへの再生に際して、番組の制作陣も交替していた。長らくプロデューサーを務めたバリー・レッツは、4代目ドクターへの再生と本作を以てその座を降りた。彼の後任はフィリップ・ヒンチクリフであった。
ベテランの脚本編集であったテランス・ディックスも、後任のロバート・ホームズへその座を譲った。ホームズはシーズン6から脚本を担っており、彼が担当した作品には The Krotons や The Space Pirates および3代目ドクターの最初の物語 Spearhead from Space がある。ディックスは脚本編集としては番組を去ったものの、彼は脚本家としては制作陣に残っており、4代目ドクターを迎える最初のストーリーは彼が脚本を担当した。

### コンセプトと脚本
本作の脚本を担当したテランス・ディックスは1968年に脚本編集アシスタントとして加わり、すぐに脚本編集の地位に就いていた。彼は本作を執筆するにあたって1933年の映画『キング・コング』に大きく影響を受けた。元の脚本はトム・ベイカーが4代目ドクター役に決定する以前に書かれており、そこでは年配の俳優を復帰させることの議論がなされていた。アクションシーンを捌くためにはより若いキャラクターが必要とされ、ハリー。サリバンが登場した。彼は前話 Planet of the Spiders で言及されていたものの、本格的な登場は今回からとなり、レスブリッジ・スチュワート准将が彼に電話してドクターの医療援助を求めた。
ディックスは3代目ドクターの最初のストーリー Spearhead from Space を執筆しており、再生直後の4代目ドクターも3代目ドクターと同様の行動を取るシーンが見受けられる。例を挙げると、回復のために病院へ向かい、病院のガウンを羽織って脱出し、新生ドクターのコスチュームに着替え、変化を鏡で確認し、ターディスの鉤を靴の中に保管するというものである。これらの要素は俳優が交代しても視聴者が置いてけぼりにならないよう配慮したものである。

### キャスティング

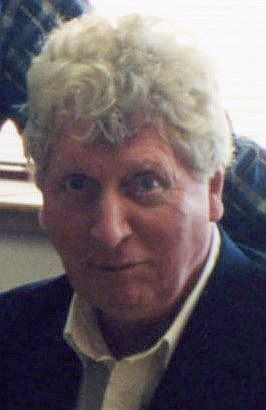
トム・ベイカー

3代目ドクター役であったジョン・パートウィーが役を降り、4代目ドクターをキャスティングする必要があることは事前に周知されていた。トム・ベイカーは当時俳優としては失業中であり、建設会社に勤務していた。彼はBBCで Head of Serials の地位にいたビル・スレイターに手紙を送って職を求めた。ビルはベイカーに『ドクター・フー』の当時のプロデューサーであり、4代目ドクター役を探していたバリー・レッツを提案した。レッツは映画『シンドバッド黄金の航海』におけるベイカーの演技を見て彼を4代目ドクター役に任命した。今後ベイカーは7シーズンに亘ってドクター役を演じ、これは2005年以降の新シリーズも含めて歴代ドクター俳優の中で最長である。

### 撮影
それまでの一般的なBBCのテレビドラマでは屋内での撮影に磁気テープ、屋外ではフィルムが用いられていたが、本作では全編を通して磁気テープによる記録が行われた。これは『ドクター・フー』でも初めてのことであった。磁気テープが利用された理由は、ロボットに対する特殊効果が多く、フィルムよりも磁気テープの方が編集が容易であり、さらに映像も説得力を持ったためである。事実、1974年の Invasion of the Dinosaurs で制作陣はフィルム撮影での特殊効果に苦労していたという。撮影はウスターシャーの Wood Norton に所在する BBC Engineering Training Department で行われた。監督クリストファー・バリーは本来その地下施設での撮影を計画していたが、施設側から拒否された。

## 評価
BBCが行ったアンケート調査によると、約30％の視聴者が番組を「間違いなく面白い」と評価し、「間違いなく面白くない」と評価した視聴者は少数であった。新しいドクターについて「慣れるまで時間がかかる」と回答した視聴者も多かった一方、若者の視聴者の大半は本作について高評価した。新生ドクターを批判する声もあったものの、これはこれまでのドクター俳優の交代の際にも上がった声であった。
ラジオ・タイムズのマーク・ブラクストンはベイカーの導入とロボットのコンセプトに高評価した一方で、悪役をステレオタイプ的と低評価し、ロボットの視覚効果をシリーズで最悪と酷評した。IGNの評論家アーノルド・ブランバーグは本作を10点満点中で7点と評価し、その成功をベイカーの手柄とし、壮大な結論を示そうとすると物語は失敗すると述べた。ニック・ライオンズのDVDトークでは、「オリジナリティはないかもしれないが爽やかなエピソードである」と評価されている。